# 42. ceremonia wręczenia Cezarów
42. ceremonia wręczenia francuskich nagród filmowych Cezarów za rok 2016 odbyła się 24 lutego 2017 w Salle Pleyel w Paryżu. 
Nominacje do tej edycji nagród zostały ogłoszone 25 stycznia 2017, przez prezydenta francuskiej Akademii Sztuki i Techniki Filmowej Alaina Terziana oraz Jérôme’a Commandeuri.
Galę wręczania nagród poprowadził aktor Jérôme Commandeur.

## Laureaci i nominacje[1]

### Najlepszy film
Reżyser / Producenci − Film
- Paul Verhoeven / Saïd Ben Saïd i Michel Merkt − Elle
  - Houda Benyamina / Marc-Benoit Créancier − W pogoni za marzeniami
  - François Ozon / Eric Altmayer i Nicolas Altmayer − Frantz
  - Anne Fontaine / Eric Altmayer i Nicolas Altmayer − Niewinne
  - Bruno Dumont / Jean Bréhat, Rachid Bouchareb i Muriel Merlin − Martwe wody
  - Nicole Garcia / Alain Attal − Z innego świata
  - Justine Triet / Emmanuel Chaumet − Victoria

### Najlepszy film zagraniczny
Reżyser − Film • Kraj produkcji
- Ken Loach − Ja, Daniel Blake • Wielka Brytania
  - Kleber Mendonça Filho − Aquarius • Brazylia
  - Cristian Mungiu − Egzamin • Rumunia
  - Jean-Pierre i Luc Dardenne − Nieznajoma dziewczyna • Belgia
  - Xavier Dolan − To tylko koniec świata • Kanada
  - Kenneth Lonergan − Manchester by the Sea • Stany Zjednoczone
  - Maren Ade − Toni Erdmann • Niemcy

### Najlepszy film debiutancki
Reżyser / Producenci − Film
- Houda Benyamina, Marc-Benoit Créancier − W pogoni za marzeniami
  - Sophie Reine / Isabelle Grellat, Eric Altmayer i Nicolas Altmayer − Papierosy i gorąca czekolada
  - Stephanie Di Giusto / Alain Attal − Tancerka
  - Arthur Harari / David Thion i Phillipe Martin − Czarny diament
  - Julien Rappeneau / Micheal Gentile i Charles Gillibert − Rosalie Blum

### Najlepszy reżyser
- Xavier Dolan − To tylko koniec świata
  - Houda Benyamina − W pogoni za marzeniami
  - Paul Verhoeven − Elle
  - François Ozon − Frantz
  - Anne Fontaine − Niewinne
  - Bruno Dumont − Martwe wody
  - Nicole Garcia − Z innego świata

### Najlepszy scenariusz oryginalny
- Sólveig Anspach i Jean-Luc Gaget − Efekt wody
  - Romain Compingt, Houda Benyamina i Malik Rumeau − W pogoni za marzeniami
  - Sabrina B. Karine, Alice Vial, Pascal Bonitzer i Anne Fontaine − Niewinne
  - Bruno Dumont − Martwe wody
  - Justine Triet − Victoria

### Najlepszy scenariusz adaptowany
- Céline Sciamma − Nazywam się Cukinia
  - David Birke − Elle
  - Séverine Bosschem i Emmanuelle Bercot − Dziewczyna z Brestu
  - François Ozon − Frantz
  - Nicole Garcia i Jaques Fieschi − Z innego świata
  - Katell Quillévéré i Gilles Taurand − Podarować życie

### Najlepszy aktor
- Gaspard Ulliel − To tylko koniec świata
  - François Cluzet − Lekarz na prowincji
  - Pierre Deladonchamps − Dzieciak
  - Nicolas Duvauchelle − Nie jestem świnią
  - Fabrice Luchini − Martwe wody
  - Pierre Niney − Frantz
  - Omar Sy − Chocolat

### Najlepsza aktorka
- Isabelle Huppert − Elle
  - Judith Chemla − Historia pewnego życia
  - Marion Cotillard − Z innego świata
  - Virginie Efira − Victoria
  - Marina Foïs − Bez zarzutu
  - Sidse Babett Knudsen − Dziewczyna z Brestu
  - Soko − Tancerka

### Najlepszy aktor w roli drugoplanowej
- James Thierrée − Chocolat
  - Gabriel Arcand − Dzieciak
  - Vincent Cassel − To tylko koniec świata
  - Vincent Lacoste − Victoria
  - Laurent Lafitte − Elle
  - Melvil Poupaud − Victoria

### Najlepsza aktorka w roli drugoplanowej
- Deborah Lukumuena − W pogoni za marzeniami
  - Nathalie Baye − To tylko koniec świata
  - Valeria Bruni Tedeschi − Martwe wody
  - Anne Consigny − Elle
  - Mélanie Thierry − Tancerka

### Nadzieja kina (aktor)
- Niels Schneider − Czarny diament
  - Jonas Bloquet − Elle
  - Damien Bonnard − W pionie
  - Corentin Fila − Mając 17 lat
  - Kacey Mottet Klein − Mając 17 lat

### Nadzieja kina (aktorka)
- Oulaya Amamra − W pogoni za marzeniami
  - Paula Beer − Frantz
  - Lily-Rose Depp − Tancerka
  - Noémie Merlant − Niebo poczeka
  - Raph − Martwe wody

### Najlepsza muzyka
- Ibrahim Maalouf − W syberyjskich lasach
  - Gabriel Yared − Chocolat
  - Anne Dudley − Elle
  - Philippe Rombi − Frantz
  - Sophie Hunger − Nazywam się Cukinia

### Najlepsze zdjęcia
- Pascal Marti − Frantz
  - Stéphane Fontaine − Elle
  - Caroline Champetier − Niewinne
  - Guillaume Deffontaines − Martwe wody
  - Christophe Beaucarne − Z innego świata

### Najlepszy montaż
- Xavier Dolan − To tylko koniec świata
  - Loic Lallemand i Vincent Tricon − W pogoni za marzeniami
  - Job Ter Burg − Elle
  - Laure Gardette − Frantz
  - Simon Jacquet − Z innego świata

### Najlepsza scenografia
- Jérémie D. Lignol − Chocolat
  - Carlos Conti − Tancerka
  - Michel Barthélémy − Frantz
  - Riton Dupire-Clément − Martwe wody
  - Katia Wyszkop − Planetarium

### Najlepsze kostiumy
- Anaïs Romand − Tancerka
  - Pascaline Chavanne − Frantz
  - Alexandra Charles − Martwe wody
  - Catherine Leterrier − Z innego świata
  - Madeline Fontaine − Historia pewnego życia

### Najlepszy dźwięk
- Marc Engels, Fred Demolder, Sylvain Réty i Jean-Paul Hurier − Odyseja
  - Brigitte Taillandier, Vincent Guillon i Stéphane Thiébaut − Chocolat
  - Jean-Paul Mugel, Alexis Place, Cyril Holtz i Damien Lazzerini − Elle
  - Martin Boissau, Benoît Gargonne i Jean-Paul Hurier − Frantz
  - Jean-Pierre Duret, Sylvain Malbrant i Jean-Pierre Laforce − Z innego świata

### Najlepszy film animowany
- Claude Barras − Nazywam się Cukinia
  - Sébastien Laudenbach − Dziewczyna bez rąk
  - Michaël Dudok de Wit − Czerwony żółw

### Najlepszy film dokumentalny
- Francois Ruffin − Merci Patron!
  - Julie Bertuccelli − Dernières nouvelles du cosmos
  - Gianfranco Rosi − Fuocoammare. Ogień na morzu
  - Olivier Babinet − Swagger
  - Bertrand Tavernier − Voyage à travers le cinéma français

### Najlepszy film krótkometrażowy
- Maïmouna Doucouré − Maman(s) i Alice Diop − Vers la Tendresse
  - Félix Moati − Après Suzanne
  - Chabname Zariab − Au bruit des clochettes
  - Lise Akoka i Romane Gueret − Chasse Royale

### Najlepszy animowany film krótkometrażowy
- Fabrice Luang-Vija − Celui qui a deux âmes
  - François Leroy i Stéphanie Lansaque − Café Froid
  - Donato Sansone − Journal animé
  - David Coquard-Dassault − Peripheria

## Podsumowanie ilości nominacji
(Ograniczenie do dwóch nominacji)
11 : Elle, Frantz
9 : Martwe wody
8 : Z innego świata
7 : W pogoni za marzeniami
6 : To tylko koniec świata, Tancerka
5 : Chocolat, Victoria
4 : Niewinne
3 : Nazywam się Cukinia
2 : Czarny diament, Mając 17 lat, Dziewczyna z Brestu, Dzieciak, Historia pewnego życia